# فرایند مستقیم

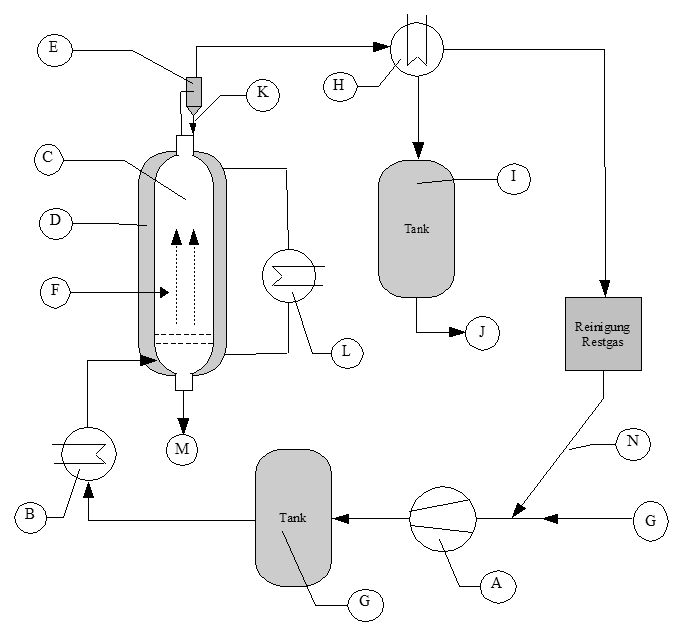
فرایند مستقیم

فرایند مستقیم یا سنتز مستقیم، فرایند روچو و فرایند مولر-روچو پرکاربردترین فناوری تهیه ترکیبات آلی سیلیسیم در مقیاس صنعتی است؛ که نخستین بار مستقلاً از سوی یوجین روچو و ریچارد مولر در دههٔ ۱۹۴۰ پیشنهاد شد. در این واکنش شاهد کاتالیز فلز سیلیسیم با هالیدهای آلکیل ایم. این فرایند از دید نظری با هر نوع هالید آلکیل ممکن است اما در عمل بهترین نتیجه از کلرومتان بدست می‌آید در دمای ۳۰۰ درجهٔ سانتیگراد و فشار ۲ تا ۵ بار. با کمک این فرایند سالانه ۱٫۴ میلیون تن دی‌متیل‌دی‌کلروسیلان تولید می‌شود.